# Le fils du requin
Le fils du requin è un film del 1993 diretto da Agnès Merlet.